# Andra
Andra – osiedle typu miejskiego w Rosji, w Chanty-Mansyjskim Okręgu Autonomicznym - Jugry. W 2010 roku liczyło 1830 mieszkańców.